# Bismarckburg (Togo)

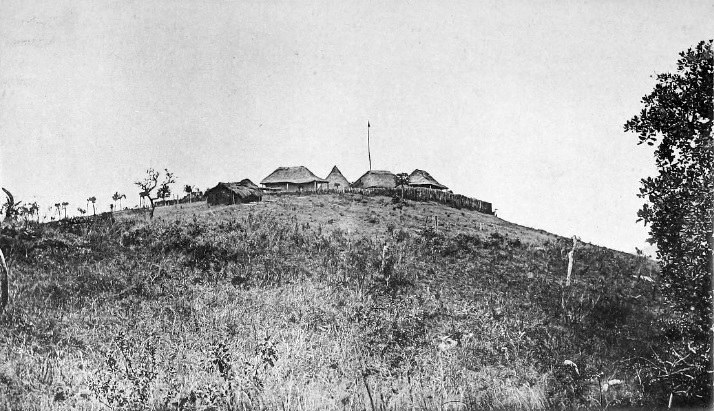
Bismarckburg (1893)

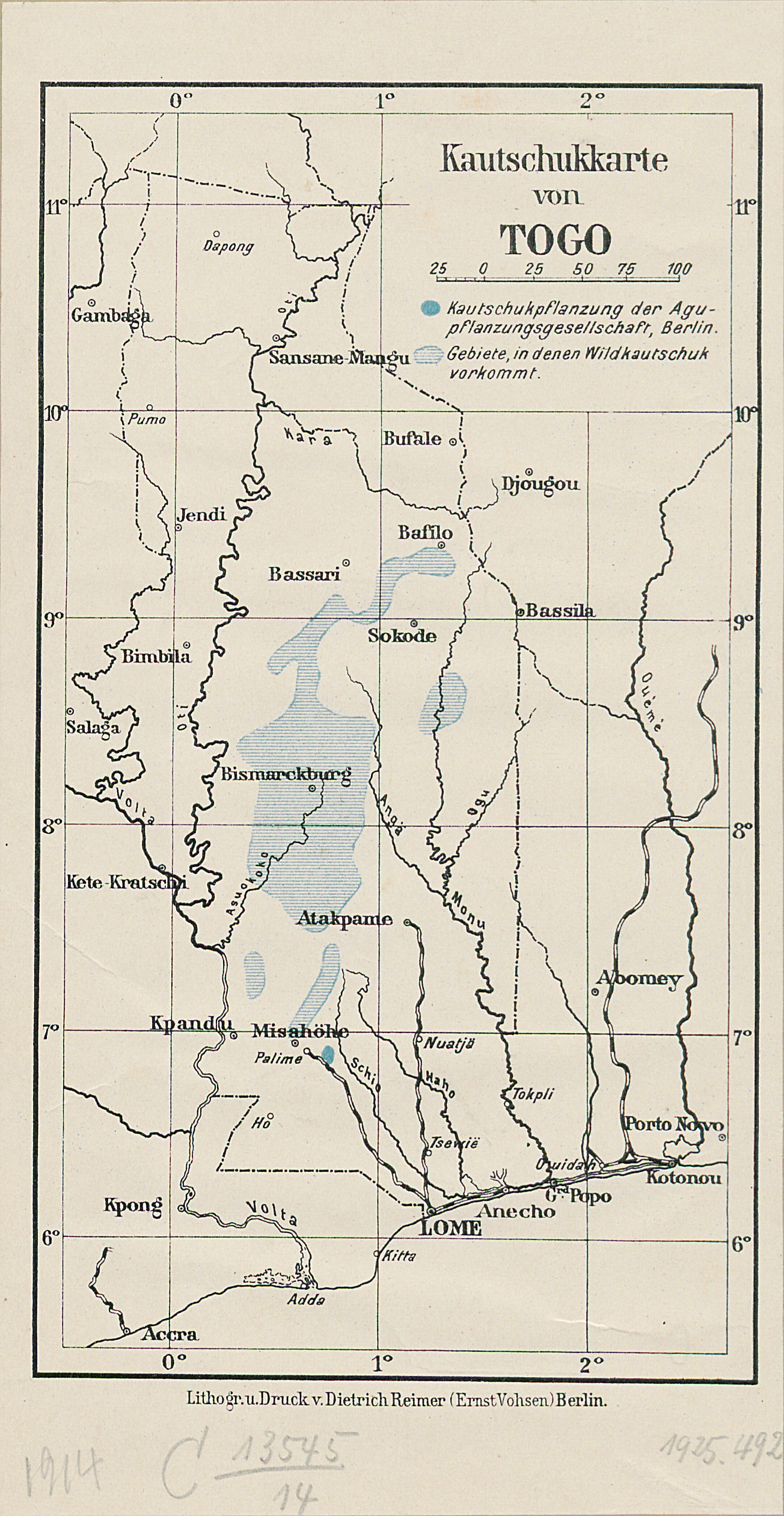
Kautschukkarte von Togo (1914): Bismarckburg in der Mitte des größten Kautschukvorkommens

Bismarckburg war der Name einer Kolonialstation in der Deutschen Kolonie Togo. Der Ort war nach dem Reichsgründer Otto von Bismarck benannt.

## Geschichte
Die Station wurde im Juni 1888 von dem Forscher Ludwig Wolf gegründet. Sie war eine der ersten dauerhaft bewohnten Europäerstationen im Inneren Westafrikas und befand sich auf dem 750 Meter hohen Adadoberg. In den Jahren 1889/90 wurde die Station von Erich Kling geleitet und war Ausgangspunkt mehrerer Expeditionen zur Erforschung des Hinterlandes und zur Ausbreitung des deutschen Einflusses in dem Gebiet. Kling und sein Nachfolger Richard Büttner ließen zur Befestigung einen Palisadenzaun errichten. Die Station bestand zu dieser Zeit aus neun Lehmgebäuden, die in einem Rechteck angeordnet waren. Das bebaute Gelände war 47 × 56 Meter groß. Die Station war mit zwei Deutschen – dem Stationsleiter und einem Mechaniker – besetzt. Außerhalb der Palisaden lagen landwirtschaftliche Flächen, auf denen Anbauversuche mit europäischen Feldfrüchten und tropischen Nutzpflanzen durchgeführt wurden. Um das Jahr 1900 wurde noch eine Kola- und Kaffeeplantage betrieben.
Das kaiserliche Kommissariat unter Jesko von Puttkamer stand der Station aufgrund ihrer Abgelegenheit und wirtschaftlichen Ineffizienz skeptisch gegenüber. Statt den Handel zur deutschen Togoküste zu lenken, stärkte sie die bestehenden Verbindungen zur britischen Goldküste. Bereits am 30. Juni 1894 wurde der Status als Europäerstation aufgehoben. Zwischen 1888 und 1897 war in Bismarckburg eine Wetterstation der Deutschen Seewarte aktiv. Die Kolonialstation unterstand noch bis 1914 als Nebenstation einem deutschen Bezirksleiter in Kete Krachi. Wirtschaftlich blieb sie bedeutend, da afrikanische Händler in die Umgebung kamen, um Kautschuk zu erwerben.
In der Nähe befindet sich heute Yégué (8° 11′ N, 0° 39′ O) in der Präfektur Sotouboua.